# Гиперинфляция в Зимбабве

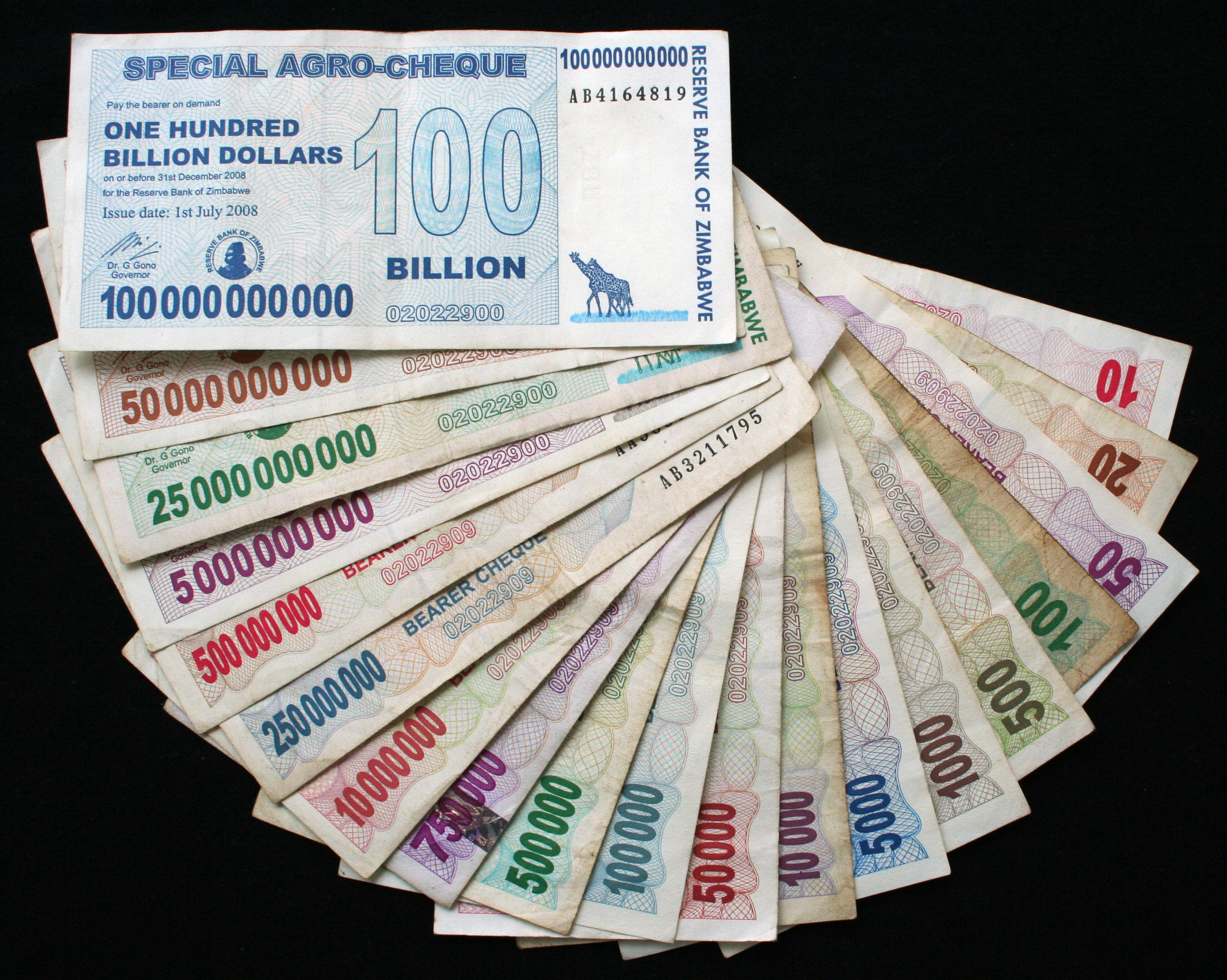
Банкноты Зимбабве номиналом от 10 долларов до 100 миллиардов долларов, напечатанные в течение одного года (что показывает степень гиперинфляции)

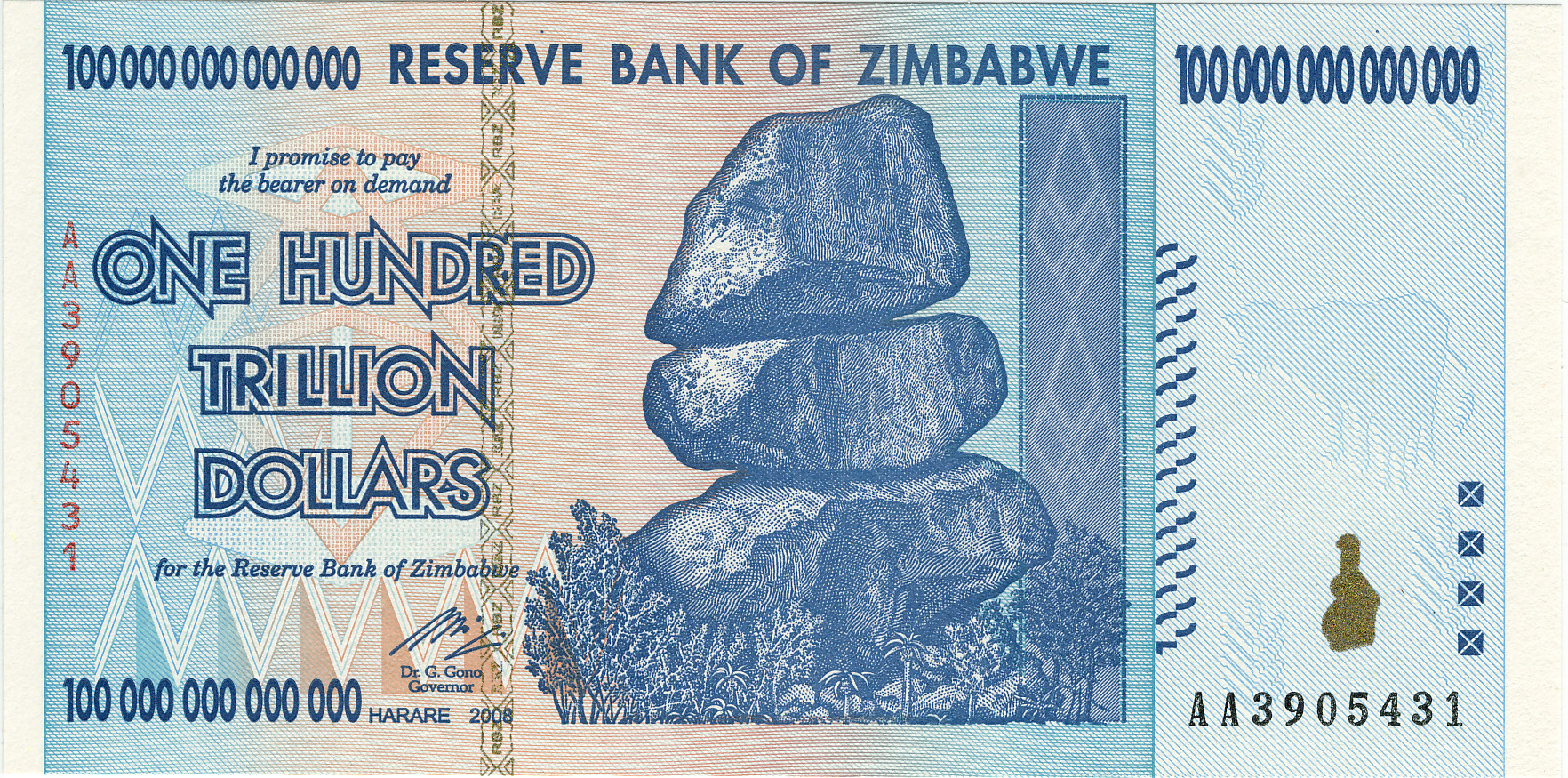
Наибольший номинал национальной валюты Зимбабве (Z$100 000 000 000 000)

Гиперинфляция в Зимбабве — период валютной нестабильности, который начался в конце 1990-х годов вскоре после земельной реформы и конфискации частных ферм у землевладельцев к концу участия Зимбабве во Второй конголезской войне. Во время пика инфляции с 2008 пo 2009 годы было сложно измерить гиперинфляцию, так как правительство Зимбабве приостановило публикацию официальной статистики по инфляции. Пиковой величины гиперинфляция достигла в середине ноября 2008 года, составив 79,6 млрд процентов.
Начиная с 2007 года темпы прироста инфляции составляли тысячи процентов в месяц.

## Причины и последствия
В отличие от других африканских стран Зимбабве значительно дольше находилась под властью белых людей, потомков тех английских колонистов, которые пришли на эти земли еще в XIX веке, и обрела независимость только в 1980 году. С правления первого африканского президента Зимбабве Роберта Мугабе и начались проблемы в этой стране, а именно с конца 1990-х — начала 2000-х годов, когда в Зимбабве была проведена неудачная земельная реформа. Дело в том, что на тот момент в Зимбабве оставалась значительная часть белого населения, они же владели значительной частью фермерских хозяйств, производивших всю необходимую сельскохозяйственную продукцию. Мугабе выгнал белых африканцев, а на их место пришли чернокожие зимбабвийцы, которые оказались плохими хозяйственниками. В результате в стране резко упало производство, закрылось немало предприятий, сотни тысяч людей потеряли свою работу.
Подпитать экономику путем увеличения налогов и сократив бюджетные расходы власти страны опасались, так как зимбабвийцы далеко не раз устраивали масштабные акции протеста, да и экономический кризис власть поначалу воспринимала как временное явление. Чтобы хоть как-то покрыть государственные расходы, пришлось запустить печатный станок и выпускать доллар Зимбабве все больше и активней, что вызвало невиданный рост цен.
Например, банка пива 4 июля 2008 года в 17:00 по местному времени стоила 100 млрд зимбабвийских долларов, уже через час её цена составляла 150 млрд.
Дошло до абсурда — зимбабвийские доллары были дешевле бумаги, на которой печатаются, поэтому сходить в туалет было выгоднее с зимбабвийскими долларами (использовав их несколько не по назначению), чем покупать за эти деньги настоящую туалетную бумагу, власти Зимбабве даже специальным законом официально запретили использование национальной валюты в качестве туалетной бумаги.
В 2009 году в Зимбабве был остановлен выпуск собственной валюты; стали использоваться валюты других государств. В середине 2015 года Зимбабве анонсировала, что полностью перейдёт на доллар США к концу 2015 года. Купюры колоссального номинала в 100 триллионов зимбабвийских долларов теперь служат сувенирами для туристов.
В 2020 году был выпущен в оборот новый зимбабвийский доллар, который поначалу практически не обесценивался, но со временем инфляция достигла более 400 % в год, что можно назвать новой гиперинфляцией.